# 常坟镇
常坟镇，是中华人民共和国安徽省蚌埠市怀远县下辖的一个乡镇级行政单位。

## 行政区划
常坟镇下辖以下地区：
常坟村、水巷村、牛王村、永西村、南湖村、王咀村、永平岗村、孙大巷村、周易村、镇南新村、新桥村、集西村、镇北新村、王巷村、孔岗村、大郢村、拐集村、张沟村、新东村、新集村、常桥村、联淮村、五路村、徐梅村、建华村、彭庙村、邹庙村、杨圩村和宋庄村。